# Orfeó Català
Der Orfeó Català (katalanisch für „Katalanischer Chor“) ist ein 1891 von Lluís Millet i Pagès und Amadeu Vives gegründeter Volkschor. Er ist der bedeutendste Chor Kataloniens und hat seinen Sitz seit 1908 im Palau de la Música Catalana (deutsch: „Palast der katalanischen Musik“) in Barcelona. Der Orfeó Català steht in der Tradition von Josep Anselm Clavé und darüber hinausgehend der französischen Orphéons oder Volkschöre.

## Geschichte und Bedeutung
Der Orfeó Català spielte von Anfang an eine führende Rolle in der musikalischen Welt Kataloniens. Sein Erfolg führte zum Bau des Palau de la Música Catalana, der 1908 vollendet wurde und dessen Eigentümer der Chor noch heute ist. Bis zum Bau des Auditori war der Palau de la Música der bedeutendste Konzertsaal in Barcelona.
Der Orfeó Català wurde zunächst als reiner Männerchor gegründet. 1896 wurde er um einen Frauenchor und kurz darauf um eine Kindermusikschule erweitert. 1904 gründete der Chor die Musikzeitschrift Revista Musical Catalana, die bis 1936 erschien. Seit 1984 erscheint sie wieder, jetzt in Trägerschaft des Konsortiums des Palau de la Música Catalana.
Als einflussreiche kulturelle Einrichtung Kataloniens war der Orfeó Català während der Diktatur Primo de Riveras starken Repressionen unterworfen. 1925 wurde ihm zeitweise sämtliche Aktivitäten untersagt.
Unter Leitung bedeutender Dirigenten wie Richard Strauss, Camille Saint-Saëns, Pau Casals, Antoni Ros-Marbà oder Zubin Mehta feierte der Chor erfolgreiche Auftritte in den musikalischen Zentren Europas und Südamerikas. Der gegenwärtige Chorleiter ist Pablo Larraz.
1984 wurde dem Orfeó Català der Preis „Creu de Sant Jordi“ für Verdienste um die katalanische Kultur verliehen, die höchste Auszeichnung der Generalitat de Catalunya.